# Kohleria papillosa
Kohleria papillosa là một loài thực vật có hoa trong họ Tai voi. Loài này được (Oerst. & Hanst.) Fritsch mô tả khoa học đầu tiên năm 1913.